# Limnobijum
Limnobijum (lat. Limnobium),  nekadašnji biljni rod iz porodice žabogrizovki kojemu su pripisivane dvije vrste vodenih trajnica. Obje vrste rastu u Americi.
Rod je obrisan sa popisa 2021.Sinonim je za Hydrocharis L.

## Vrste
1. Limnobium laevigatum (Humb. & Bonpl. ex Willd.) Heine = Hydrocharis laevigata (Humb. & Bonpl. ex Willd.) Byng & Christenh.
2. Limnobium spongia (Bosc) Steud. = Hydrocharis spongia Bosc